# Tony Martin (acteur)
Pour les articles homonymes, voir Tony Martin et Martin.
Tony Martin est un acteur australien né en 1953 à Tamworth, Nouvelle-Galles du Sud.
Il est connu pour avoir incarné Bill Southgate dans la série Hartley, cœurs à vif.

## Filmographie
- 1977 : Sleeping Dogs de Roger Donaldson
- 1988 : Un cri dans la nuit (Evils Angels) : Lincoln
- 1994 : Hartley, cœurs à vif (Heartbreak High) (série TV) : Bill Southgate
- 1998 : The Interview : inspecteur John Steele
- 2003 : Inspecteur Gadget 2 (Inspector Gadget 2) : Dr Claw
- 2004 : Jessica l'insoumise (Jessica) de Peter Andrikidis (TV)
- 2014 : Healing de Craig Monahan : Egan